# حوار ميلوس

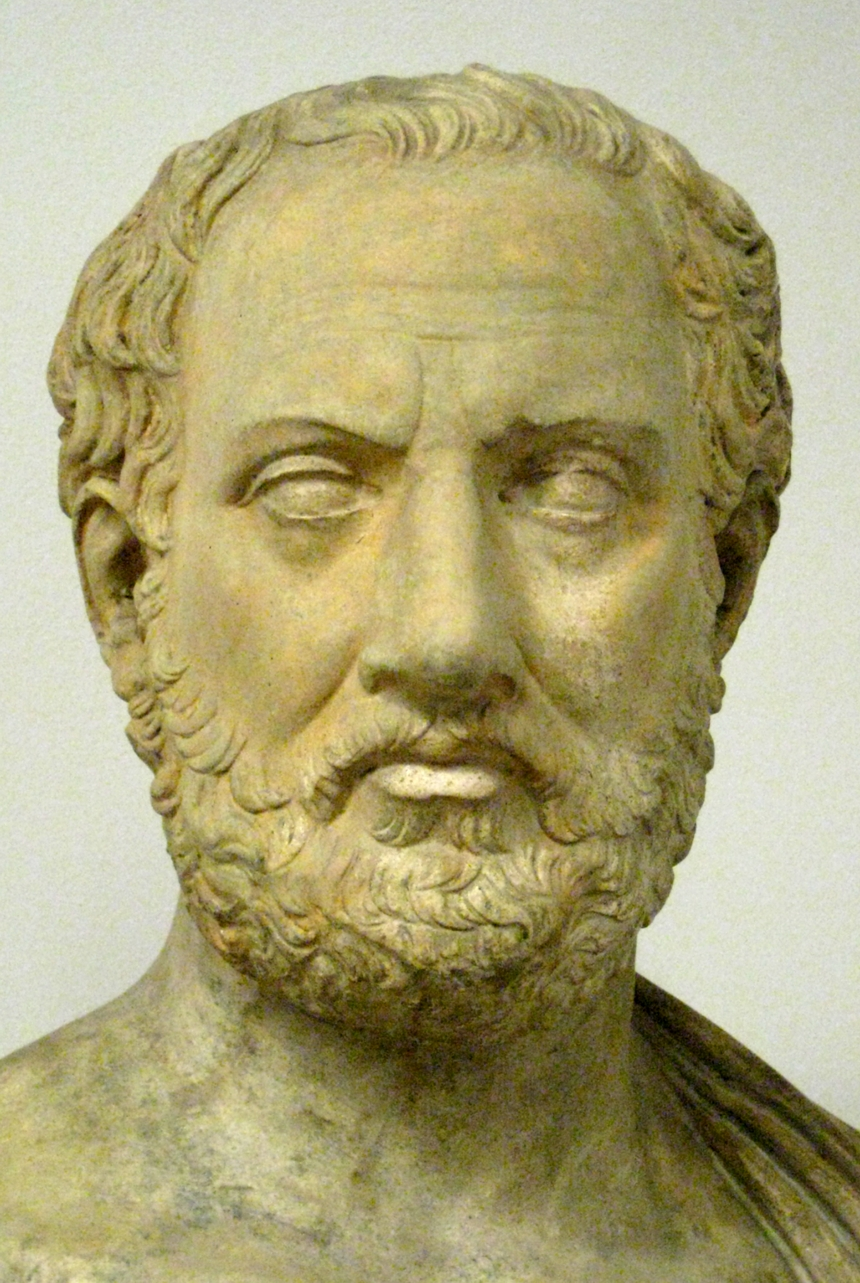

حوار ميلوس هو مقطوعة نقاش قام ثوكيديدس بادراجها في كتابه تاريخ الحرب البيلوبونيسية. وهي الحرب المدمرة والتي استمرت لمدة 27 سنة من القتال الدموي (431-404 قبل الميلاد) وذلك بين المدينتين القوّيتين أثينا واسبرطة. وهذا الحوار هو واحد من خطابين في الكتاب (الخطاب الآخر يتناول الدفاع عن الديموقراطية الاثينية في تأبين بيريكلس في بداية الكتاب). ليس من الضرورة أن تكون هذه الخطابات مكتوبة كما حصلت بالحقيقة، ولكن تم إدخالها في النص بغاية البلاغة الادبية. تجري أحداث هذا الخطاب بعد 15 عام على بدء الحرب البيلوبونيسية، وذلك في المواجهة بين الاثينيين وأهل جزيرة ميلوس من 415 -416 قبل الميلاد، وهي جزيرة صغيرة تقع في جنوب بحر إيجة إلى الشرق من اسبرطه. طالب الاثينيون أن يقوم شعب ميلوس بتسليم مدينتهم وأن يدفعوا الجزية أو يواجهوا تدمير مدينتهم. قام أهل ميلوس بالدفاع عن حقهم بالبقاء على الحياد، واستنجدوا بحس أثينا الأخلاقي للحفاظ على مدينة ضعيفة سالمة وغير قادرة على الدفاع عن نفسها. أجاب الاثينيون بشدة أن مسائل العدالة لا يمكن أن تناقش بين قوى غير متكافئة وقاموا بفرض حصار على ميلوس تطبيقا لتهديدهم السابق، كما قاموا بتجويع شعب المدينة حتى الاستسلام، بعد ذلك باشروا بذبح الرجال في سن الخدمة العسكرية، وباستعباد النساء والأطفال. وقد أصبح هذا العمل “شهيرا بكونه أسوأ الفظائع التي ارتكبها مجتمع يدعي اللياقة الإنسانية، بالإضافة إلى اعتبار هذا العمل واحد من التأكيدات الأكثر شهرة على حقوق السلطة المطلقة عبر التاريخ”
الحجج
قدّم الاثينيون بصراحة ومباشرة عرضا لأهل ميلوس بصفة انذار: اما الاستسلام ودفع الجزية لأثينا، أو مواجهة التدمير الشامل.
جادل أهل ميلوس بأنّهم مدينة محايدة وليسوا على عداء مع أثينا وبالتالي لا يحتاج الاثينيون لسحقهم. أجاب الاثينيون بأنهم إذا قبلوا حيادية أهل ميلوس واستقلالهم، فسيبدون ضعفاء: سوف يظن الناس أنّهم قاموا بالعفو عن ميلوس لأنهم لا يملكون القوة الكافية للاستيلاء عليها.
قام أهل ميلوس بالرد أن غزو المدينة سوف يحذّر كافة المدن اليونانية المحيادة، التي ستصبح معادية لأثينا لخوفهم من أن تقوم أثينا باجتياحهم أيضا. جادل الاثينيون انه ليس من المتوقع ان تتصرف الدول اليونانية في البر الرئيسي بهذه الطريقة. وإنما العكس فالمدن-الجزر التي قامت اثينا باجتياحها في السابق قد تقوم بحمل السلاح ضد اثينا في حال تمرد ميلوس.
فجادل أهل ميلوس بأنه سيكون تصرفا مخزيا وجبانا ان يقوموا بالاستسلام بلا قتال. ومثل ما يذكر ثوكيديدس “ إذا كان رعاياكم مستعدون لاخذ مثل هذه المخاطرللهرب من امبراطوريتكم، وانتم للحفاظ عليها، فنحن الذين ما زلنا أحرارا فسنبّين عن جبن وضعف كبيرين إذا فشلنا في مواجهة ما سيحدث ووافقنا على الاستسلام للعبودية” . فأجاب الاثينيون أن النقاش الحقيقي ليس حول الشرف بل حول الحفاظ على الذات.
جادل أهل ميلوس أنّه وبالرغم من أنّ الاثينيين أقوى بكثير من ميلوس فهم لا يزالون يملكون فرصة للفوز. تصدّى الاثينيون لهذا الموقف بالقول أن للأقوياء فقط الحق بالانغماس في الأمل، وان الاثينين يفوقون ميلوس عددا بشكل يدعي على اليأس.
فيرد أهل ميلوس أنّهم يرفضون هذا العرض، لأنهم يؤمنون بأن لديهم المساعدة من الآلهة. ويسرد ثوكيديدس “ نحن على ثقة أن الالهة سوف تعطينا حظا جيدا كحظكم، لأننا ننتصر للحق ضد الباطل” فقام الاثينيون بالإجابة أن الالهة والناس يحترمون القوة أكثر من الحجج الأخلاقية، ويلّخص هذا الموقف بقوله الشهير “ الأقوياء ينتزعون ما في وسعهم، والضعفاء يذعنون”. يصر أهل ميلوس أن أقاربهم من اسبرطة سيأتون لنجدتهم. فيجيب الاثينيون أن ليس للاسبرطيين شيئا ليكسبوه والكثير ليخسروه وأن رابط الدم لا يكفي لتحفيزهم. ينهي الاثينيون حجتهم بأنه ليس هناك من عيب في الخضوع لعدو أقوى. أما أهل ميلوس فلم يغيّروا رأيهم وقاموا بطرد مبعوثي اثينا بتهذيب.
الاقتباسات
الاقتباسات التالية هي من حوار بين مبعوثي أثينا الذين فاوضوا مع مبعوثي ميلوس كما رواه ثوكيديدس
-أثينا: “عن أنفسنا لن نتعبكم بادعاءات خادعة- إما حول حقنا بامبراطوريتنا لكوننا قمنا بطرد الفرس، أو أننا نقوم بمهاجمتكم لأخطاء قمتم بها اتجاهنا- ولن نقوم بخطاب طويل لن تقوموا بتصديقه بأية حال. ولكننا نرجو منكم ألا تقوموا بمحاولة اقناعنا بقولكم أنكم لم تقوموا بالاشتراك مع اسبرطة بالرغم من كونكم مستعمرة من أهلها، أو أنّكم لم تقترفوا أي خطأ اتجاهنا، ونرجو أن تهدفوا لما هو ممكن اخذين بعين الاعتبار مواقفنا الحقيقية كفريقين. إذ تعرفون كما نعرف أن الحق، كما يقول الواقع، هو بين المتساويين في القوة، بينما ينتزع الاقوياء ما في وسعهم، يذعن الضعفاء كما عليهم.” (5.89)
-ميلوس: “كونوا على ثقة أننا مثلكم، نعي تماما الصعوبات الناتجة عن مجابهة قوتكم، الا إذا كانت الشروط متساوية. ولكننا نثق أن الآلهة ستعطينا حظا كحظكم لأننا بشر نجابه الظلم، وأن ما نحتاجه من قوة سيأتي من حلفنا مع اللاكونيين، المجبورون، حتى ولو خجلا، ان يأتوا لنجدة أقاربهم. ثقتنا، إذا، ليست غير عقلانية بشكل كامل”
-أثينا: “بما نؤمن من الالهة، وما نعرفه من البشر، هو أن هناك قانونا ملازما لطبيعتهم وهو أنهم يحكمون أينما باستطاعتهم. ونحن لسنا أول من جعل هذا القانون، أو عملنا به: وجدناه قبلنا، وسنتركه موجودا للأبد بعدنا، كل ما نفعله هو استخدامه، ونحن نعرف أنّ الجميع بما فيه أنتم، لو كان لديهم ما يوازي قوتنا لفعلوا كما نفعل نحن”